# Estoril Open 2003
Estoril Open 2003 — тенісний турнір, що проходив на відкритих кортах з ґрунтовим покриттям Estoril Court Central в Оейраші (Португалія). Належав до серії International в рамках Туру ATP 2003, а також до серії Tier IV в рамках Туру WTA 2003. Тривав from 7 до 13 квітня 2003.

## Фінальна частина

### Одиночний розряд, чоловіки
Микола Давиденко —  Агустін Кальєрі 6–4, 6–3
- Для Давиденка це був 2-й титул за сезон і 2-й - за кар'єру.

### Одиночний розряд, жінки
Магі Серна —  Юлія Шруфф 6–4, 6–1
- Для Серни це був 1-й титул за рік і 3-й — за кар'єру.

### Парний розряд, чоловіки
Магеш Бгупаті /  Макс Мирний —  Lucas Arnold /  Маріано Худ 6–1, 6–2
- Для Бгупаті це був 1-й титул за рік і 27-й - за кар'єру. Для Мирного це був 3-й титул за сезон і 16-й - за кар'єру.

### Парний розряд, жінки
Петра Мандула /  Патріція Вартуш —  Марет Ані /  Еммануель Гальярді 6–7(3–7), 7–6(7–3), 6–2
- Для Мандули це був 1-й титул за рік і 4-й — за кар'єру. Для Вартуш це був 1-й титул за рік і 7-й — за кар'єру.